# E2fsprogs
El paquete e2fsprogs (también llamado programas e2fs) es un conjunto de utilidades para mantenimiento de los sistemas de ficheros ext2, ext3 y ext4. Debido a que estos son generalmente los sistemas de archivos por defecto en las  distribuciones Linux, comúnmente se considera al paquete e2fsprogs software esencial. 
e2fsprogs incluye:
- e2fsck, un programa fsck que busca y corrige inconsistencias;
- mke2fs, usado para crear sistemas de archivos ext2, ext3, y ext4;
- resize2fs, que puede expandir y contraer sistemas de archivos ext2, ext3, y ext4;
- tune2fs, usado para modificar los parámetros en el sistema de archivos;
- dumpe2fs, que muestra la información de bloques y superbloques;
- debugfs, usado para visualizar o modificar estructuras internas del sistema de archivos manualmente.

Muchas de estas utilidades están basadas en la biblioteca libext2fs.
A pesar de lo que su nombre pueda sugerir, los programas e2fs funcionan no solo con ext2 sino también con ext3, que está basado en este último. Aunque la capacidad de journaling de ext3 puede reducir la necesidad de uso de e2fsck, en ocasiones es necesario para asistir en la protección contra bugs del núcleo o hardware defectuoso. 
Como aplicaciones de Espacio de usuario para los controladores ext2, ext3 y ext4 del núcleo Linux, los e2fsprogs son más comúnmente usados con el sistema operativo Linux. Sin embargo, han sido portados a otros sistemas, como FreeBSD y Darwin.